# America's Cup 2021
La 36ª America's Cup si è svolta nelle acque del Golfo di Hauraki, di fronte alla città neozelandese di Auckland, dal 10 al 17 marzo 2021. La competizione è stata assegnata con la formula del match race al meglio delle tredici regate tra Te Rehutai del Defender di Emirates Team New Zealand e Luna Rossa del Challenger di Luna Rossa Prada Pirelli, vincitrice della Prada Cup 2021, alla sua seconda partecipazione, vinto dai primi per 7-3.
Le regate sono corse utilizzando yacht di classe AC75.

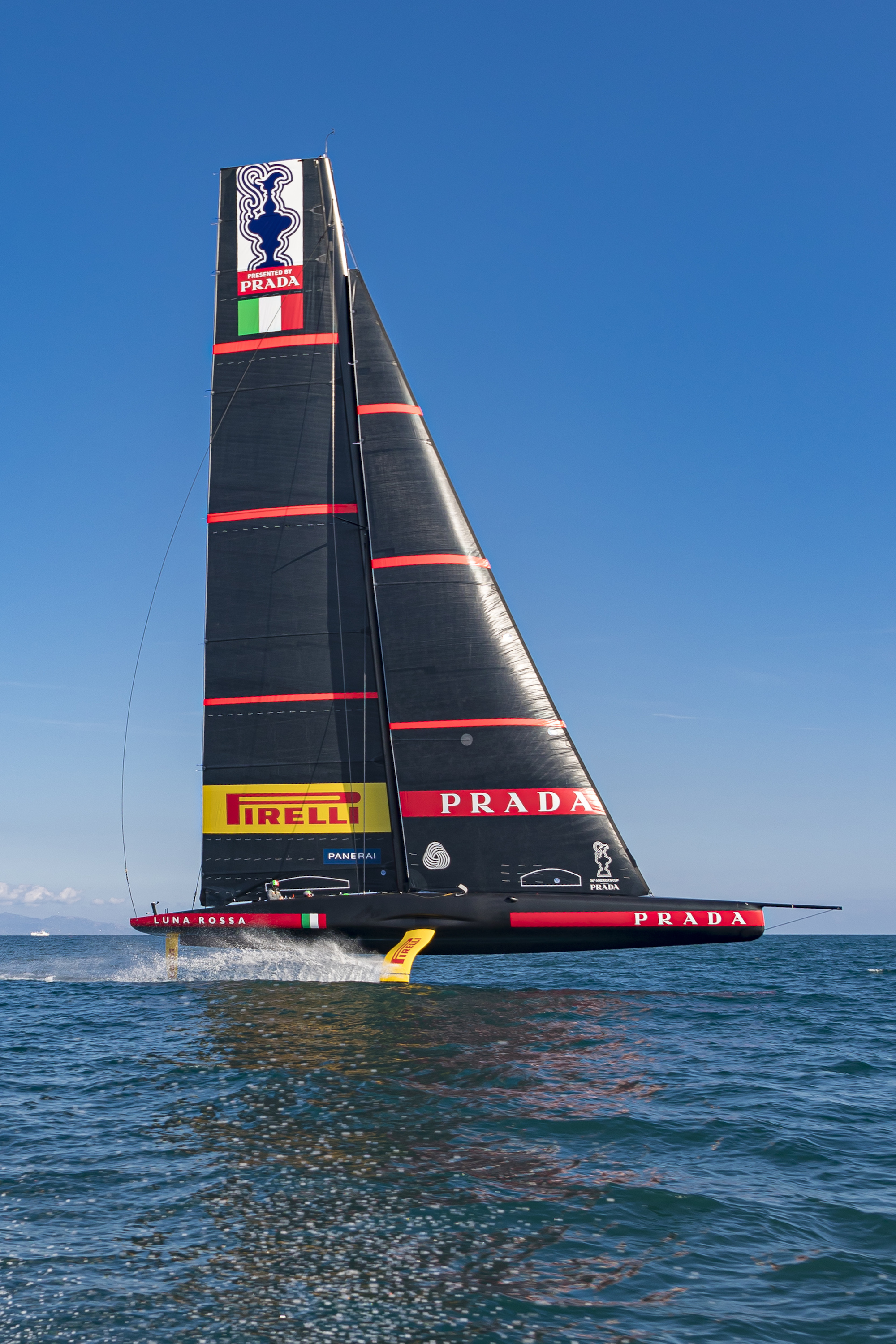
AC75 di Luna Rossa, challenger of record.

## Località
L'America's Cup per la terza volta, dopo le edizioni del 2000 e 2003, si svolgerà nelle acque del Golfo di Hauraki, di fronte al Waitematā Harbour di Auckland, in Nuova Zelanda, città in cui ha sede il defender, il Royal New Zealand Yacht Squadron. La direzione ha identificato cinque campi di regata (indicati con le lettere A, B, C, D ed E) su cui gareggiare a seconda delle condizioni atmosferiche e della direzione del vento.

## Challengers
Il Challenger of Record di questa edizione è il Circolo della Vela Sicilia con il team Luna Rossa Prada Pirelli, guidato da Max Sirena. Il 13 marzo 2018 viene annunciato il ritorno in squadra di James Spithill, già al timone di Luna Rossa nella sfida della America's Cup 2007.
Il Royal Yacht Squadron partecipa con Ineos Team UK, guidato da Sir Ben Ainslie.
Il New York Yacht Club (NYYC) partecipa con il team American Magic, con Terry Hutchinson. Il nome American Magic richiama due imbarcazioni storiche per il NYYC e per la competizione: America, la prima imbarcazione che vinse la coppa nel 1851, e Magic, che nel 1870 difese la coppa. nel maggio 2018 viene annunciato come timoniere il neozelandese Dean Barker.
Alla fine del 2018 vengono annunciate altre tre sfide: Iain Percy per il Royal Malta Yacht Club; Taylor Canfield ed il Long Beach Yacht Club; una sfida lanciata dagli olandesi del Koninklijke Nederlandsche Zeil en Roei Vereeniging.
Nel 2019 vengono ritirate le sfide di Malta e Paesi Bassi, mentre nel dicembre 2020, alla vigilia della competizione, anche Stars & Stripes annuncia il ritiro.
| Team                     | Yacht Club                                      | Skipper          |
| ------------------------ | ----------------------------------------------- | ---------------- |
| Luna Rossa Prada Pirelli | Circolo della Vela Sicilia                      | Max Sirena       |
| INEOS Team UK            | Royal Yacht Squadron                            | Sir Ben Ainslie  |
| American Magic           | New York Yacht Club                             | Terry Hutchinson |
| Malta Atlus Challenge    | Royal Malta Yacht Club                          | Iain Percy       |
| Dutch Sail               | Koninklijke Nederlandse Zeil- en Roeivereniging | Simeon Tienpont  |
| Stars & Stripes          | Long Beach Yacht Club                           | Taylor Canfield  |

## Barche
Questa edizione segna un ritorno al monoscafo: si gareggia con le barche della classe AC75, monoscafi della lunghezza di 75 piedi dotati di hydrofoil. Le regole prevedono che la costruzione delle barche (nel limite consentito di due barche per ogni team) debba avvenire nel paese di provenienza.

## Equipaggi
Per gli equipaggi è stabilita la presenza di una forte componente della nazione d'origine, con condizioni rigide per gli stranieri. Il 20% dei membri deve avere il passaporto del paese del sindacato, gli altri devono avere risieduto nel paese per almeno 380 giorni tra il 1º settembre 2018 e il 1º settembre 2020.
| Emirates Team New Zealand | Emirates Team New Zealand |
| Nome                      | Ruolo                     |
| ------------------------- | ------------------------- |
| Grant Dalton              | CEO                       |
| Dan Bernasconi            | Head of Design            |
| Peter Burling             | Skipper/Timoniere         |
| Glenn Ashby               | Trimmer                   |
| Blair Tuke                | Flight Controller         |
| Andy Maloney              | Offside Control           |
| Josh Junior               | Offside Control           |
| Louis Sinclair            | Grinder                   |
| Carlo Huisman             | Grinder                   |
| Marius Van Der Pol        | Grinder                   |
| Mike Lee                  | Grinder                   |
| Steven Ferguson           | Grinder                   |
| Marcus Hansen             | Grinder                   |
| Simon van Velthooven      | Grinder                   |
| Finn Henry                | Grinder                   |
| Guy Endean                | Grinder                   |
| Joe Sullivan              | Grinder                   |

| INEOS Team UK   | INEOS Team UK     |
| Nome            | Ruolo             |
| --------------- | ----------------- |
| Grant Simmer    | CEO               |
| Nick Holroyd    | Chief Designer    |
| Ben Ainslie     | Skipper/Timoniere |
| Giles Scott     | Tattico           |
| Leigh Macmillan | Flight Controller |
| Luke Parkinson  | Flight Controller |
| Bleddyn Mon     | Mainsail Trimmer  |
| Joey Newton     | Trimmer           |
| Nick Hutton     | Trimmer           |
| Ben Cornish     | Grinder           |
| Chris Brittle   | Grinder           |
| David Carr      | Grinder           |
| Graeme Spence   | Grinder           |
| Richard Mason   | Grinder           |
| Matt Gotrel     | Grinder           |
| Neil Hunter     | Grinder           |
| Oli Greber      | Grinder           |
| Tim Carter      | Grinder           |

| Luna Rossa Prada Pirelli | Luna Rossa Prada Pirelli |
| Nome                     | Ruolo                    |
| ------------------------ | ------------------------ |
| Patrizio Bertelli        | CEO                      |
| Martin Fischer           | Design Coordinator       |
| Max Sirena               | Skipper                  |
| Francesco Bruni          | Timoniere                |
| James Spithill           | Timoniere                |
| Vasco Vascotto           | Tattico                  |
| Pietro Sibello           | Mainsheet Trimmer        |
| Andrea Tesei             | Mainsheet Trimmer        |
| Shannon Falcone          | Trimmer/Grinder          |
| Umberto Molineris        | Trimmer/Grinder          |
| Enrico Voltolini         | Trimmer/Grinder          |
| Romano Battisti          | Grinder                  |
| Davide Cannata           | Grinder                  |
| Matteo Celon             | Grinder                  |
| Nicholas Brezzi          | Grinder                  |
| Emanuele Liuzzi          | Grinder                  |

| American Magic    | American Magic    |
| Nome              | Ruolo             |
| ----------------- | ----------------- |
| Hap Fauth         | CEO               |
| Marcelino Botin   | Designer          |
| Terry Hutchinson  | Skipper           |
| Dean Barker       | Timoniere         |
| Paul Goodison     | Mainsail Trimmer  |
| Andrew Campbell   | Flight Controller |
| Dan Morris        | Trimmer/Grinder   |
| Mac Agnese        | Trimmer/Grinder   |
| Marciel Cicchetti | Trimmer/Grinder   |
| Alex Sinclair     | Grinder           |
| Anders Gustafsson | Grinder           |
| Caleb Paine       | Grinder           |
| Cooper Dressler   | Grinder           |
| Jim Turner        | Grinder           |
| Luke Payne        | Grinder           |
| Matt Cassidy      | Grinder           |
| Sean Clarkson     | Grinder           |
| Sean O'Halloran   | Grinder           |
| Tim Hornsby       | Grinder           |
| Trevor Burd       | Grinder           |

## Qualificazione
Per potere affrontare il defender, i tre equipaggi si sono sfidati nella Prada Cup, il cui vincitore acquisisce lo status di challenger per la America's Cup.
Dopo una fase di girone all'italiana (round robin) sono previste le sfide ad eliminazione diretta. La finale vede affrontarsi Luna Rossa Prada Pirelli e Ineos Team UK. Il 21 febbraio, dopo aver vinto gara 8 e aver conquistato così la sua settima vittoria nella finale, Luna Rossa è designata come Challenger della trentaseiesima Coppa America.

## 36th America's Cup Match
La trentaseiesima sfida per la Coppa America ha avuto luogo a partire dal 10 marzo 2021 tra il defender Emirates Team New Zealand e gli sfidanti di Luna Rossa Prada Pirelli, al meglio delle 13 regate.

### Regolamento
Le regate si svolgono su un numero di lati (legs) da percorrere, in genere stabilito in sei. In base alle condizioni del vento la direzione può decidere di fare percorrere un numero superiore o inferiore di lati, rimanendo nel tempo limite per una regata, fissato in 45'. Al termine di ciascun lato è posto un cancello con due boe.

### Partecipanti
| Sindacato                 | Circolo velico                   | Nome barca | Skipper       | Timoniere/i                      |
| ------------------------- | -------------------------------- | ---------- | ------------- | -------------------------------- |
| Emirates Team New Zealand | Royal New Zealand Yacht Squadron | Te Rehutai | Peter Burling | Peter Burling                    |
| Luna Rossa Prada Pirelli  | Circolo della Vela Sicilia       | Luna Rossa | Max Sirena    | James Spithill e Francesco Bruni |

### Risultati
| Team / Gara               | 1 | 2 | 3 | 4 | 5 | 6 | 7 | 8 | 9 | 10 | Totale |
| ------------------------- | - | - | - | - | - | - | - | - | - | -- | ------ |
| Emirates Team New Zealand | ● |   |   | ● |   | ● | ● | ● | ● | ●  | 7      |
| Luna Rossa Prada Pirelli  |   | ● | ● |   | ● |   |   |   |   |    | 3      |

| Gara | Date     | Tempo   | Entrata a sinistra        | Entrata a dritta          | Tempo   | Campo di regata | Lati | Partenza | Cancello 1 | Cancello 2 | Cancello 3 | Cancello 4 | Cancello 5 | Arrivo |
| ---- | -------- | ------- | ------------------------- | ------------------------- | ------- | --------------- | ---- | -------- | ---------- | ---------- | ---------- | ---------- | ---------- | ------ |
| 1    | 10 marzo | 23'08"  | Emirates Team New Zealand | Luna Rossa Prada Pirelli  | a 0'31" | E               | 6    | −0'00"   | −0'14"     | −0'23"     | −0'19"     | −0'17"     | −0'20"     | −0'31" |
| 2    | 10 marzo | 24'41"  | Luna Rossa Prada Pirelli  | Emirates Team New Zealand | a 0'07" | E               | 6    | −0'01"   | −0'13"     | −0'12"     | −0'25"     | −0'24"     | −0'12"     | −0'07" |
| 3    | 12 marzo | 27'18"  | Luna Rossa Prada Pirelli  | Emirates Team New Zealand | a 0'37" | E               | 6    | −0'00"   | −0'10"     | −0'13"     | −0'27"     | −0'22"     | −0'38"     | −0'37" |
| 4    | 12 marzo | 29'53"  | Emirates Team New Zealand | Luna Rossa Prada Pirelli  | a 1'03" | E               | 6    | −0'00"   | −0'09"     | −0'34"     | −0'34"     | −0'48"     | −0'58"     | −1'03" |
| 5    | 13 marzo | a 0'18" | Emirates Team New Zealand | Luna Rossa Prada Pirelli  | 29'04"  | A               | 6    | −0'12"   | −0'32"     | −0'32"     | −0'22"     | −0'27"     | −0'23"     | −0'18" |
| 6    | 13 marzo | a 1'41" | Luna Rossa Prada Pirelli  | Emirates Team New Zealand | 27'26"  | A               | 6    | −0'14"   | −0'51"     | −1'07"     | −1'05"     | −1'13"     | −1'22"     | −1'41" |
| 7    | 15 marzo | a 0'58" | Luna Rossa Prada Pirelli  | Emirates Team New Zealand | 25'17"  | E               | 6    | −0'00"   | −0'08"     | −0'10"     | −0'19"     | −0'29"     | −0'48"     | −0'58" |
| 8    | 15 marzo | 38'57"  | Emirates Team New Zealand | Luna Rossa Prada Pirelli  | a 3'55" | E               | 5    | −0'00"   | −0'16"     | −4'08"     | −4'27"     | −4'06"     | /          | −3'55" |
| 9    | 16 marzo | 25'29"  | Emirates Team New Zealand | Luna Rossa Prada Pirelli  | a 0'30" | C               | 6    | −0'00"   | −0'01"     | −0'08"     | −0'09"     | −0'03"     | −0'18"     | −0'30" |
| 10   | 17 marzo | a 0'46" | Luna Rossa Prada Pirelli  | Emirates Team New Zealand | 26'08"  | AB              | 6    | −0'00"   | −0'07"     | −0'09"     | −0'27"     | −0'37"     | −0'49"     | −0'46" |